# Штайнцталь
Штайнцталь (нем. Stainztal) — коммуна (нем. Gemeinde) в Австрии, в федеральной земле Штирия. 
Входит в состав округа Дойчландсберг.  Население составляет 1477 человек (на 31 декабря 2005 года). Занимает площадь 19,82 км². Официальный код  —  60334.

## Политическая ситуация
Бургомистр коммуны — Йохан Томбергер (АНП) по результатам выборов 2005 года.
Совет представителей коммуны (нем. Gemeinderat) состоит из 15 мест.
- АНП занимает 8 мест.
- СДПА занимает 7 мест.